# Funció racional

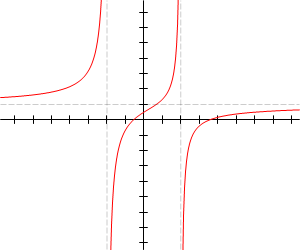
Funció racional de grau 2 :

En matemàtiques, una funció racional és aquella que pot ser expressada en termes d'una divisió de polinomis, és a dir, com 

{\displaystyle f(x)={\frac {P(x)}{Q(x)}}}

on P(x) i Q(x) són polinomis en termes de la variable x i a més el polinomi Q(x) és diferent del polinomi nul (Q(x) és diferent de 0 per a algun valor de la variable x).
Els coeficients dels polinomis poden ser agafats en qualsevol cos K. Els valors de les variables poden ser agafats en qualsevol cos L contenint K. Llavors l'àmbit de la funció és el conjunt dels valors de les variables per quin el denominador no és zero i el codomini és L. El conjunt de funcions racionals sobre un camp K és un cos: el cos de fraccions de l'anell de les funcions polinòmiques sobre K.